# Розовский, Эдуард Александрович
Эдуард Александрович Розовский (14 декабря 1926, Ленинград — 26 июля 2011, Ленинградская область) — советский и российский кинооператор, актёр; народный артист Российской Федерации (1997) и заслуженный деятель искусств РСФСР (1982), лауреат Государственной премии РСФСР имени братьев Васильевых  (1976) и  Государственной премии Российской Федерации в области литературы и искусства (1998).

## Биография
Эдуард Розовский родился 14 декабря 1926 года в Ленинграде (ныне Санкт-Петербург), в семье экономистов Зиновия Ефимовича Цуккера (1904—1937) и Нонны (Анны) Наумовны Меккель (1904—1994). По информации из Ленинградского Мартиролога 1937—1938, Зиновий Ефимович был расстрелян 23 октября 1937 г. Нонна Наумовна повторно вышла замуж за инженера Александра Евсеевича Розовского (1902—1944), который заменил Эдику отца. По архивным данным, хранящимся в МО РФ, майор интендантской службы А. Е. Розовский покончил с собой 3 сентября 1944 года. Ни место, ни причину столь грустного поступка документы, представленные на сайте Память Народа, не уточняют.
Войну Эдуард Александрович, будучи подростком, провёл в эвакуации с матерью и родственниками со стороны отца З. Е. Цуккера в Бондюжском районе Татарской АССР (ныне в составе Менделеевского района республики Татарстан). Ближе к концу войны обучался в лётной школе, но принять участие в боевых действиях не успел.
В 1950 году Эдуард Александрович окончил операторский факультет ВГИКа, до 1955 года работал оператором студии «Леннаучфильм», затем — оператором-постановщиком «Ленфильм». Принимал участие в съёмках 78 фильмов. Работал в творческом союзе с режиссёром Надеждой Кошеверовой. Член КПСС с 1953 года. По словам известного актера Георгия Штиля, на съемках фильма Эдуард Розовский спас его, вытащив тонувшего из ледяной воды.
Был полон творческих планов на будущее, собирался написать мемуары, много работал, был профессором Санкт-Петербургского государственного университета кино и телевидения, заведовал кафедрой операторского искусства. Мастер курса операторов кино и телевидения (совместно с С. В. Астаховым).
26 июля 2011 года Эдуард Розовский ехал на своей машине из Санкт-Петербурга в Приозерск, за рулём ему внезапно стало плохо. На 13-м километре Приозерского шоссе машина съехала с дорожной полосы на обочину, когда Эдуард Александрович был уже мёртв. Похороны Розовского состоялись 30 июля на Комаровском кладбище Санкт-Петербурга.

## Фильмография

### Оператор
Эдуард Александрович был оператором 78 фильмов, среди которых:
| №  | Год  | Название                                                                      |
| 1  | 1957 | «Дон Кихот»                                                                   |
| 2  | 1959 | «Сын Иристона»                                                                |
| 3  | 1959 | «Юлюс Янонис»                                                                 |
| 4  | 1960 | «Домой!»                                                                      |
| 5  | 1961 | «Человек-амфибия»                                                             |
| 6  | 1963 | «Каин XVIII»                                                                  |
| 7  | 1963 | «Пока жив человек»                                                            |
| 8  | 1965 | «Друзья и годы»                                                               |
| 9  | 1966 | «Начальник Чукотки»                                                           |
| 10 | 1967 | «Седьмой спутник»                                                             |
| 11 | 1969 | «Белое солнце пустыни»                                                        |
| 12 | 1970 | «Барышня и хулиган» (фильм-балет, телевизионный)                              |
| 13 | 1971 | «Чёрные сухари» (СССР/ГДР) — совместно с Р. Шраде                             |
| 14 | 1973 | «Старые стены»                                                                |
| 15 | 1974 | «Царевич Проша» — совместно с В. Васильевым                                   |
| 16 | 1976 | «Как Иванушка-дурачок за чудом ходил»                                         |
| 17 | 1976 | «Пока стоят горы» (телефильм)                                                 |
| 18 | 1976 | «Строговы» (телесериал) — совместно с Л. Колгановым                           |
| 19 | 1977 | «Обратная связь»                                                              |
| 20 | 1978 | «Трасса»                                                                      |
| 21 | 1979 | «Соловей»                                                                     |
| 22 | 1980 | «Благочестивая Марта» (телефильм)                                             |
| 23 | 1980 | «Мой папа — идеалист»                                                         |
| 24 | 1981 | «Сильва» (телефильм)                                                          |
| 25 | 1982 | «Ослиная шкура»                                                               |
| 26 | 1983 | «Магистраль»                                                                  |
| 27 | 1984 | «Без семьи»                                                                   |
| 28 | 1983 | «И вот пришёл Бумбо…»                                                         |
| 29 | 1984 | «Ольга и Константин»                                                          |
| 30 | 1985 | «Марица» (телефильм)                                                          |
| 31 | 1987 | «Сказка про влюблённого маляра»                                               |
| 32 | 1988 | «Предлагаю руку и сердце»                                                     |
| 33 | 1989 | «Дон Сезар де Базан» (телефильм)                                              |
| 34 | 1989 | «Женитьба Бальзаминова» (телефильм)                                           |
| 35 | 1991 | «Сократ» (телефильм)                                                          |
| 36 | 1992 | «Белые ночи»                                                                  |
| 37 | 1992 | « Последняя тарантелла»                                                       |
| 38 | 1993 | «Провинциальный бенефис» (телефильм)                                          |
| 39 | 1993 | «Разборчивый жених»                                                           |
| 40 | 1995 | «Классная дама» (короткометражный)                                            |
| 41 | 1995 | «Полубог» (телефильм, среднеметражный)                                        |
| 42 | 1998 | "Сеньора" (сериал)                                                            |
| 43 | 1998 | «Плачу вперёд!» (телефильм, видео)                                            |
| 44 | 2000 | «Звёздочка моя ненаглядная» совместно с А. Корнеевым, С. Ландо, Н. Покопцевым |

### Актёр
- 1989 — «Дон Сезар де Базан» (телефильм)

## Награды и премии
Почётные звания:
- «Заслуженный деятель искусств РСФСР» (15 февраля 1982) —  за заслуги в области советского киноискусства.
- «Народный артист Российской Федерации» (16 апреля 1997) — за большие заслуги  в  области  искусства[7].

Государственные премии:
- Государственная премия РСФСР имени братьев Васильевых (25 декабря 1976) — за фильм «Старые стены» (1973).
- Государственная премия Российской Федерации в области литературы и искусства 1997 года (6 июня 1998 года) — за художественный фильм «Белое солнце пустыни»[8].

Ордена:
- Орден «За заслуги перед Отечеством» IV степени (30 марта 2007) — за большой вклад в развитие отечественной кинематографии и многолетнюю плодотворную педагогическую деятельность[9].

Другие награды и премии:
- Кинофестиваль «Виват кино России!» в Санкт-Петербурге (Премия «За творческий вклад в кинематограф») (2007).